# Эрстрём, Эрик
Эрик Эрстрём (Eric Otto Woldemar Ehrström; 5 февраля 1881, Гельсингфорс — 11 октября 1934, Хельсинки) — финский художник, художник-декоратор, график. Наиболее известен своими работами по обработке металла и эмали. Также проектировал украшения и стеклянную посуду.

## Биография
В 1899 году поступил в рисовальную школу Финского художественного общества. Учился у художника Аксели Галлен-Каллела в Руовеси, а затем изучал ковку металла в Париже. В 1908 году в Париже познакомился со своей будущей женой Ольгой Гуммер (Olga Gummerus-Ehrström).
Эрстрём проектировал и изготовлял различные небольшие металлические предметы, такие как пепельницы, шкатулки, миски, вазы, различные ящики, используя в качестве материала медь, латунь, бронзу или олово. Он выполнил работы по художественной ковке металла для нескольких зданий, таких как вилла Виттреск и Усадьба Суур-Мерийоки. Эрстрём также создавал украшения; в 1918 году он разработал корону короля Финляндии и печать финского герба и властей. В 1927 году Эрстрём потерял правую руку в результате несчастного случая, после чего его жена Ольга помогала своему мужу в работе.
Эрик Эрстрём работал преподавателем в Центральной школе искусств и дизайна с 1904 по 1919 год. В 1924 году написал учебник Искусства и ремёсла: Техническое руководство (Taidekäsityö: Teknillinen opas)
В 1919 году Эрстрём вместе со скульптором Эмилем Викстрёмом, фабрикантом Гёста Серлахиусом и кузнецом Пааво Тайнеллом основал компанию под названием Taidetakomo Taito (позже Oy Taito Ab), в которой Эрстрём был директором отдела художественной индустрии.